# セントケア和歌山
セントケア和歌山株式会社（セントケアわかやま）は、和歌山県和歌山市紀三井寺に本社を置く、セントケア・ホールディングの子会社の一つ。代表取締役社長は柴田満（しばた みつる、セントケア西日本株式会社代表取締役社長兼務）。資本金は3,000万円（開業時）。

## 沿革
- 2000年4月1日 - 株式会社コムスン和歌山支店として開業（県下に15のケアセンターがあった）。
- 2001年 - 赤字縮小により、和歌山ケアセンター（現・和歌山営業所）のみとなる。
- 2007年11月1日 - 不正請求事件により、コムスンからセントケア・ホールディングに譲渡され、新たに『セントケア和歌山株式会社』として本社を和歌山市東布経丁に定める。
- 2009年10月1日 - 本社を和歌山市東布経丁から同市紀三井寺に移転。
- 2011年12月1日 - グループ内合併により、れもんケア株式会社を吸収合併。尚、れもんの社名は部署名としてそのまま残る。
- 2012年5月1日 - 介護タクシー部門をユタカ交通株式会社に売却。
- 2014年12月1日 - セントケアグループ初となる複合型サービスを和歌山市東布経丁3丁目に開業[2]。

## 譲渡から開業へ
2007年11月1日、不正請求事件で指定取り消し処分を受けたコムスンよりセントケア・ホールディングに譲渡され、新たにセントケア和歌山株式会社を開業するに至る。しかし、コムスン事件で失墜した信頼を回復するのは困難を極め、開業する際に3つのケアセンター（現称・営業所）を閉鎖させる事態となり、従業員も不信感から他事業所へ移籍が相次ぎ、大幅な修正が求められた。現在は赤字と黒字の営業所を抱えているが安定した経営を目指している。

## 事業部（和歌山エリア統括）
- セントケア和歌山株式会社事業部（和歌山市紀三井寺） - 本社に併設。

## 営業所
- セントケア和歌山（和歌山市黒田） - 訪問介護・居宅介護支援（2011年6月 - 特定事業所に認定）
- セントケア紀三井寺（和歌山市紀三井寺） - 訪問介護・訪問入浴
- セントケア紀の川（和歌山市福島） - 訪問介護・福祉用具
- セントケアかいなん（海南市名高） - 訪問介護
- セントケア城北（和歌山市東布経丁3丁目） - 小規模多機能型居宅介護施設、グループホーム併設
- セントケア中之島（和歌山市中之島） - 小規模多機能型居宅介護施設、グループホーム併設（2011年2月開業）
- セントケア那賀（岩出市川尻） - 訪問介護（2011年12月1日合併）
- セントケア橋本（橋本市橋本1丁目） - 訪問介護・居宅介護支援（2011年12月1日合併）
- セントケア訪問看護ステーション城北（和歌山市東布経丁2丁目） - 訪問看護
- セントケアデンタルケアセンター（和歌山市紀三井寺） - 訪問歯科
- セントケア複合型城北（和歌山市東布経丁3丁目） - 複合型サービス（2014年12月開業）

### 閉鎖した営業所
- 和歌山城北ケアセンター
  - 和歌山市東布経丁を拠点としていたセンター。和歌山営業所に吸収合併。
- 和歌山塩屋ケアセンター
  - 和歌山市塩屋を拠点としていたセンター。紀三井寺営業所に吸収合併。
- 箕島ケアセンター
  - 有田市箕島を拠点としていたセンター。海南営業所に吸収合併。
- セントケアかいなん - 居宅介護支援（2008年9月1日 - 現在廃止）
  - 海南市名高を拠点としていた事業所。管理者の異動に伴う廃止。

### 計画段階で消滅した営業所
- 野上ケアセンター
  - 旧野上町（現・紀美野町）を拠点とする予定だったセンター。管理者が決まらず頓挫。

### 分離した営業所
- ほほえみ - 小規模多機能
  - 和歌山市東布経丁を拠点としていた施設。ニチイ学館が買収合併。
- れもんタクシー - 介護タクシー（2011年12月1日 - 2012年4月30日閉鎖）
  - 和歌山市紀三井寺を拠点としていた事業所。ユタカ交通株式会社が買収合併。